# Plužna
Plužna (Duits: Plusnach) is een plaats in Slovenië en maakt deel uit van de gemeente Bovec in de NUTS-3-regio Goriška. De plaats telde 49 inwoners op 1 januari 2020.